# Le Plessis-Feu-Aussoux
Le Plessis-Feu-Aussoux är en kommun i departementet Seine-et-Marne i regionen Île-de-France i norra Frankrike. Kommunen ligger i kantonen Rozay-en-Brie som tillhör arrondissementet Provins. År 2022 hade Le Plessis-Feu-Aussoux 606 invånare.

## Befolkningsutveckling
Antalet invånare i kommunen Le Plessis-Feu-Aussoux
| Referens: INSEE |